# 龐会
龐 会（龐 會、ほう かい、生没年不詳）は、中国三国時代の魏の武将。涼州南安郡豲道県の人。父は龐悳（龐徳）。

## 概要
龐会は、父と同様の勇烈な風格を有していたとされる。黄初元年（220年）に曹丕（文帝）は魏を建国すると、前年の建安24年（219年）に龐悳が荊州の関羽征討で戦死していたことを悼み、龐会ら4人を関内侯（龐会は臨渭亭侯か）に封じた。
甘露2年（257年）、諸葛誕が揚州で反司馬氏を声を上げ挙兵すると、平寇将軍・臨渭亭侯にあった龐会も誘われたが応じず、鎮圧に加わった（諸葛誕の乱）。この功績で、郷侯に封じられた。
景元4年（263年）、鍾会率いる蜀漢討伐（蜀漢の滅亡）に参加した。龐会は鍾会の命により、胡烈・田続と共に綿竹を陥落させたため、剣閣から引いて巴郡に篭った蜀の姜維を追撃した。
王隠の『蜀記』によると、蜀滅亡後に龐会は関羽の一族を滅ぼした。同じく『蜀記』によると、鍾会は蜀から龐悳の遺体を迎え鄴に埋葬したが、墓の中にあって身体も首も生きているかのようであったという。もっともこれらの記述の信憑性は不確かで、特に後者については、裴松之が龐悳の墓は元々魏領内にあったと指摘している通り、明らかに事実と相違する。
最終的に官位は中尉将軍にまで至り、列侯に封じられた。